# Ljutenica

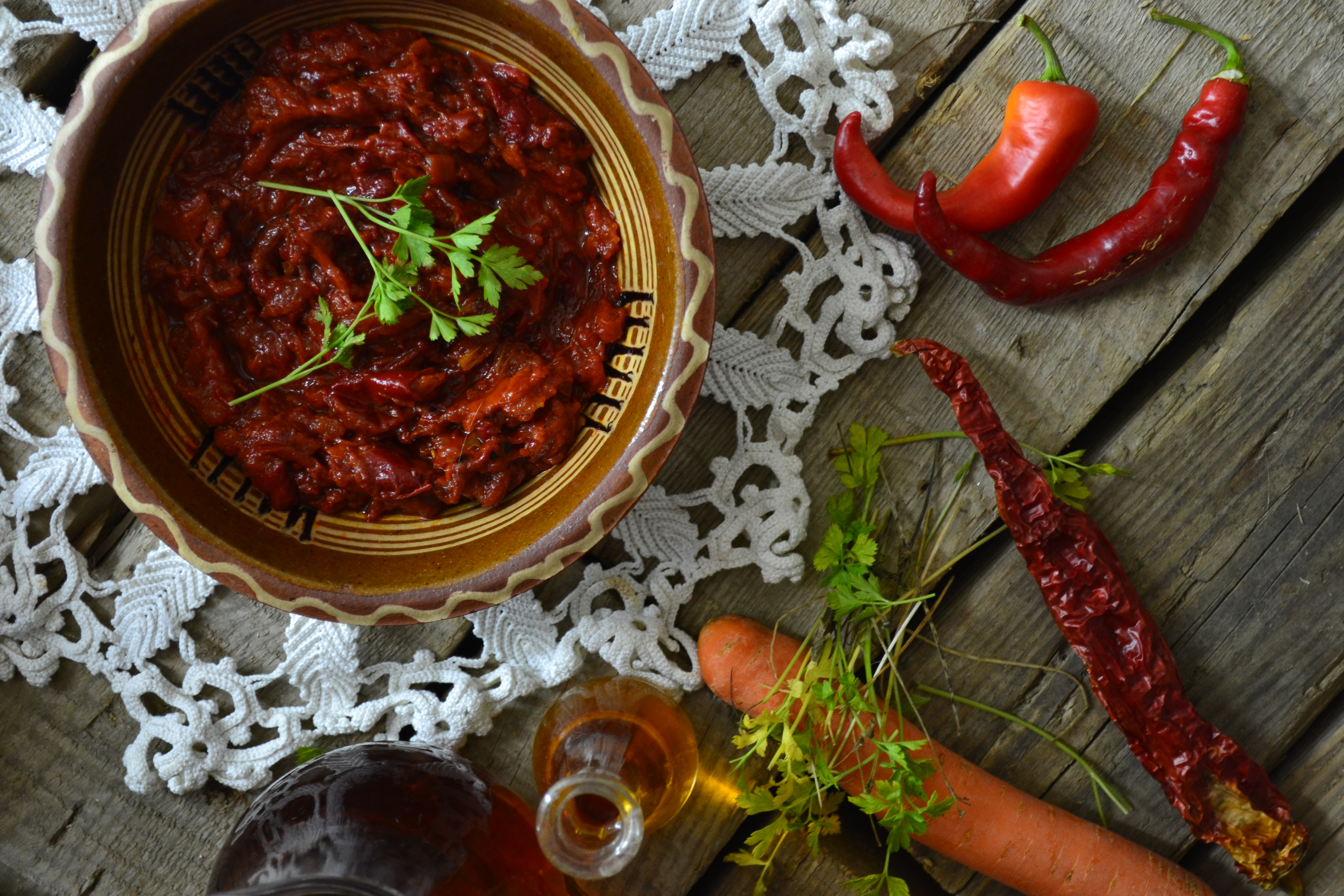
Ljutenica

Ljutenica oder Ljutika (bulgarisch лютеницаⓘ [ˈlʲu̟tɛnit͡sɐ], serbisch-kyrillisch љутеница, was auf Deutsch in etwa „Scharfes“ bedeutet, ljuto bedeutet scharf) ist eine bulgarische, serbische, mazedonische, bosnische, kroatische und rumänische Zubereitung aus gegrillten Paprika und Tomaten, die zusammen mit Salz, Pflanzenöl und Gewürzen zu einem Püree/Brotaufstrich verarbeitet werden. Sie ist eine der traditionellen Arten, Paprika und Tomaten für den Winter zu konservieren.
Zur Erntezeit ist der Duft gegrillter Paprika in den Dörfern Bulgariens und Slawoniens allgegenwärtig, und es sind zahlreiche Rezepte im Umlauf, die sich selbst von Dorf zu Dorf und Familie zu Familie unterscheiden. Je nach Rezept werden auch Möhren, Chilis, Petersilie und gelegentlich Auberginen verarbeitet. Andere Bezeichnungen/Abwandlungen sind Ljutika (mit Zwiebeln) oder Apetitka (schärfer). In bulgarischen Supermärkten sind dutzende verschiedener Sorten erhältlich.
Auch in den Nachbarländern Bulgariens sind ähnliche Zubereitungen bekannt, z. B.
- das bosnische, kroatische, serbische bzw. mazedonische Ajvar (schärfer und leuchtend orange, ohne Tomaten, mit Essig/Zitronensaft und Knoblauch)
- das mazedonische Pindjur bzw. serbische Pinđur (wie Ljuteniza, zusätzlich Auberginen und Zwiebel)
- das rumänische Zacuscă mit Paprika, Auberginen, Zwiebeln und Tomaten, auch mit Bohnen, Sellerie oder Pilzen